# أحمد عوض (مؤلف)
أحمد عوض مؤلف وكاتب مصري، بدأ حياته الفنية بالثمانينات بالسهرة التلفزيونية (بماذا تشتري النقود)، ثم توالت أعماله الفنية التي لاقت نجاحات كبيرة فكان منها (عائلة الأستاذ شلش، سنبل بعد المليون، عفروتو،... وغيرها من الأعمال الناجحة)